# FlashGet
FlashGet — бесплатная компьютерная программа, менеджер закачек с закрытым исходным кодом для ОС Microsoft Windows.

## Особенности
| Рейтинги     | Рейтинги |
| Издание      | Оценка   |
| ------------ | -------- |
| Компьютерра+ | (v 0.95) |

- Интеграция с веб-браузерами Internet Explorer, Opera, Netscape Navigator, Mozilla Firefox
- Позволяет скачивать и докачивать (если поддерживается сервером) несколько файлов одновременно
- Позволяет скачивать файл одновременно в несколько потоков (если поддерживается сервером)
- Позволяет установить скорость закачки:
  - Неограниченая
  - Автоматическая регулировка
  - Плавная ручная регулировка
- Позволяет скачивать файл одновременно из нескольких источников
- Содержит обозреватель сайта, чтобы просматривать содержимое каталогов сайта (если поддерживается сайтом) и осуществлять загрузку сайта целыми каталогами (в версии 3.7 нет).
- Интегрированный веб-паук (в версии 2.11 нет)
- Существуют локализованные версии
- Позволяет скачивать файлы из сети BitTorrent (только с версии 1.80 Beta 1)
- Позволяет скачивать файлы из сети eD2k.
- Возможность скачивания файлов по протоколу мультимедиавещания корпорации Microsoft

## Недостатки
- Интегрируется с диалоговым окном загрузки для браузеров Internet Explorer и Opera
- Существует только под Microsoft Windows
- По информации лаборатории Касперского, FlashGet может скачивать троянские программы под видом собственных обновлений. По результатам исследования, проведённого антивирусной компанией, это связано со взломом сервера обновлений производителя программы. В настоящее время проблема устранена.[3]
- Содержала рекламные баннеры.

## Аналогичные программы
Программами для Windows, обладающими схожими функциями, являются Download Master, GetRight, Reget, Free Download Manager, Net Transport, LeechGet.
В среде UNIX для загрузок обычно используются консольные Wget и Aria2, а также программы с графическим интерфейсом (Downloader for X, KGet).